# De Smaldonken
De Smaldonken is een kleinschalig cultuurlandschap ten noordoosten van de kom van Schijndel dat mede is ontstaan onder invloed van het pootrecht. Dit is het recht dat grondeigenaren bezitten om bomen te planten langs de openbare wegen die hun gebied begrenzen. Zo ontstonden populierenlanen. Hierdoor werden ruilverkavelingen tegengegaan, aangezien de eigenaren daardoor hun pootrechten beperkt zagen. Dit is in het gebied De Smaldonken gebeurd in 1952.
Tegenwoordig is De Smaldonken een afwisselend gebied met populierenaanplant, nieuw aangeplante gemengde bosjes, akkers en weilanden waarop diverse schaapskudden en ook runderen grazen, en het kinderbos, een bos van Essen en Eiken, aangelegd in 2000, met voor elk geboren kind een boom.
In het gebied is een wandeling uitgezet, een zogenaamd ommetje. Ook wordt het doorsneden door een fietspad dat van Schijndel naar het natuurgebied Wijboschbroek loopt, dat zich ten noordoosten van De Langendonken bevindt.